# Tréflez
Tréflez é uma comuna francesa na região administrativa da Bretanha, no departamento Finisterra. Estende-se por uma área de 15,9 km². Em 2010 a comuna tinha 983 habitantes (densidade: 61,8 hab./km²).